# 封建国家
封建国家（ほうけんこっか）とは、封建的主従関係の下で組織された国家。近代国家と異なる点は主に、明確な領土という観念を持つものではなく、契約に基づく個人の人的結合から成る点である。
代表的な例として神聖ローマ帝国が挙げられる。